# Richard Mason Rocca
Richard Mason Rocca (Evanston, Illinois, 6. studenog 1977.) je američko-talijanski profesionalni košarkaš. Njegov otac je talijanski državljanin. Igra na poziciji centra, a trenutačno je član talijanske Olimpije Milano.

## Karijera
Rocca je do 2000. igrao na prestižnom američkom sveučilištu Princeton. Jednu sezonu je proveo kao član IBL momčadi Trenton Shooting Stars, ali zbog ozljede propustio je veći dio sezone. 2001. odlazi u Europu i potpisuje za talijanskog drugoligaša Auroru Jesi. U dresu Aurore Jesi proveo je tri sezone i 2004. odlazi u Basket Napoli. U sljedećih tri godine postaje važan kotačić Basket Napolija i idol navijača kluba. Danas je član talijanskog kluba Olimpia Milano. Kada je 2004. dobio talijansko državljanstvo odlučio je igrati za talijansku reprezentaciju. Bio je član talijanske reprezentacije koja je Svjetskom prvenstvu u Japanu 2006. osvojila deveto mjesto.

## Vanjske poveznice
- Profil na Euroleague.net
- Profil[neaktivna poveznica] na Basketpedya.com